# Château de San Miguel (Almuñécar)
Le château de San Miguel est situé dans la ville d'Almuñecar, province de Grenade, Andalousie, en Espagne. C'est un château arabe délimité par les vestiges de l'enceinte originale intérieur à celui existant dans actuellement. Cette enceinte extérieure, définitive, traversait l'ancien château du XVIe siècle. Le château se trouve sur une petite montagne qui rend difficile son accès et sur laquelle on peut observer les vestiges de la muraille arabe. Il possède une grand fossé et un pont basculant. Au long de ce bâtiment, se trouvent des tours de différentes formes. Certaines parties du bâtiment terminent avec des créneaux pyramidaux. La tour de l'hommage, qui se trouvait à l'intérieur, est détruite. C'est un château avec un site spectaculaire, d'où on peut contempler des belles vues d'Almuñecar.
À côté de la fosse, les tours sont l'élément défensif le plus caractéristique. Dans la partie nord-est se trouve une tour albarrana d'origine arabe. La tour du Polvorín ou celle de l'Alcaide constituent deux exemples de ces structures.
Le matériel remarquable tout au long de cette impressionnante œuvre défensive est la pierre et le tapial; pourtant, bien que rarement, la brique est aussi utilisée. Le système de construction est en maçonnerie, où la pierre à peine apparaît ouvrée. La brique s'utilise pour les zones les plus importantes du bâtiment et elle a des claires connotations arabes.
L'accès au château se remarque par deux structures cubiques que lui servaient de défense, ces œuvres contenaient des pièces d'artillerie. Leur construction peut dater de l'époque moderne.
Le château est actuellement en ruines, dû principalement à l'emplacement d'un cimetière à l'intérieur.

## Données historiques

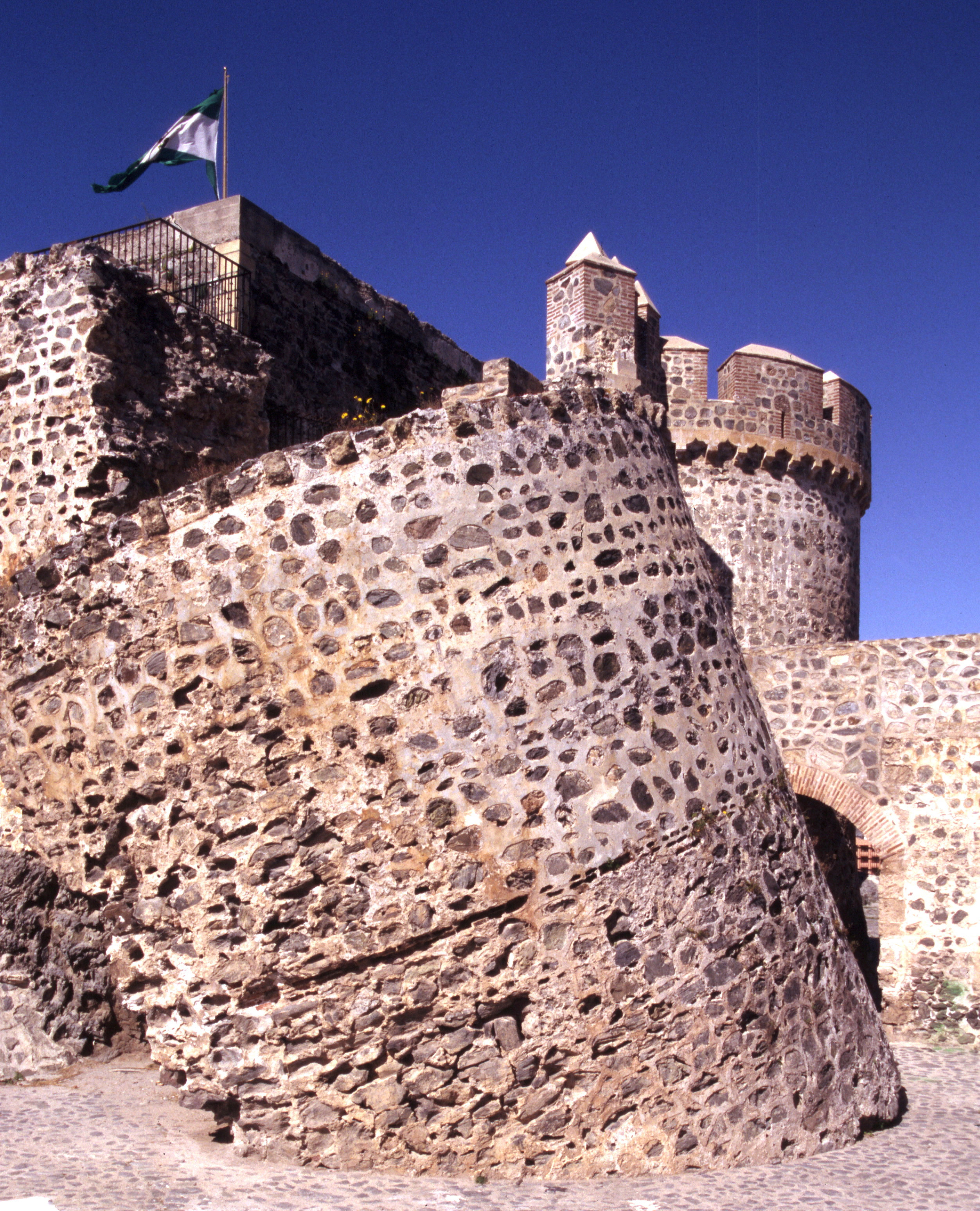
Château de San Miguel, Almuñécar

Les premières nouvelles historiques remontent à l'époque grecque et après à l'époque carthaginoise, en recevant le nom de Manoba Sexi Armun. Il est ensuite passé en la possession des arabes. Avec Charles Quint, se réalisa une importante œuvre constructive puisque, à la demande de ce roi, une série de tours et un fossé ont été construits. Au XIXe siècle, lors de la guerre d'Indépendance, le bâtiment a souffert des grandes destructions et a été démantelé par les français.
Postérieurement, il est devenu le lieu du cimetière local. Il a été déclaré Monument National en 1931. Des travaux de restauration ont été entrepris pour lui rendre son ancienne image. Actuellement, il est propriété municipale et il héberge le Musée Historique de la ville.